# 曲什安河

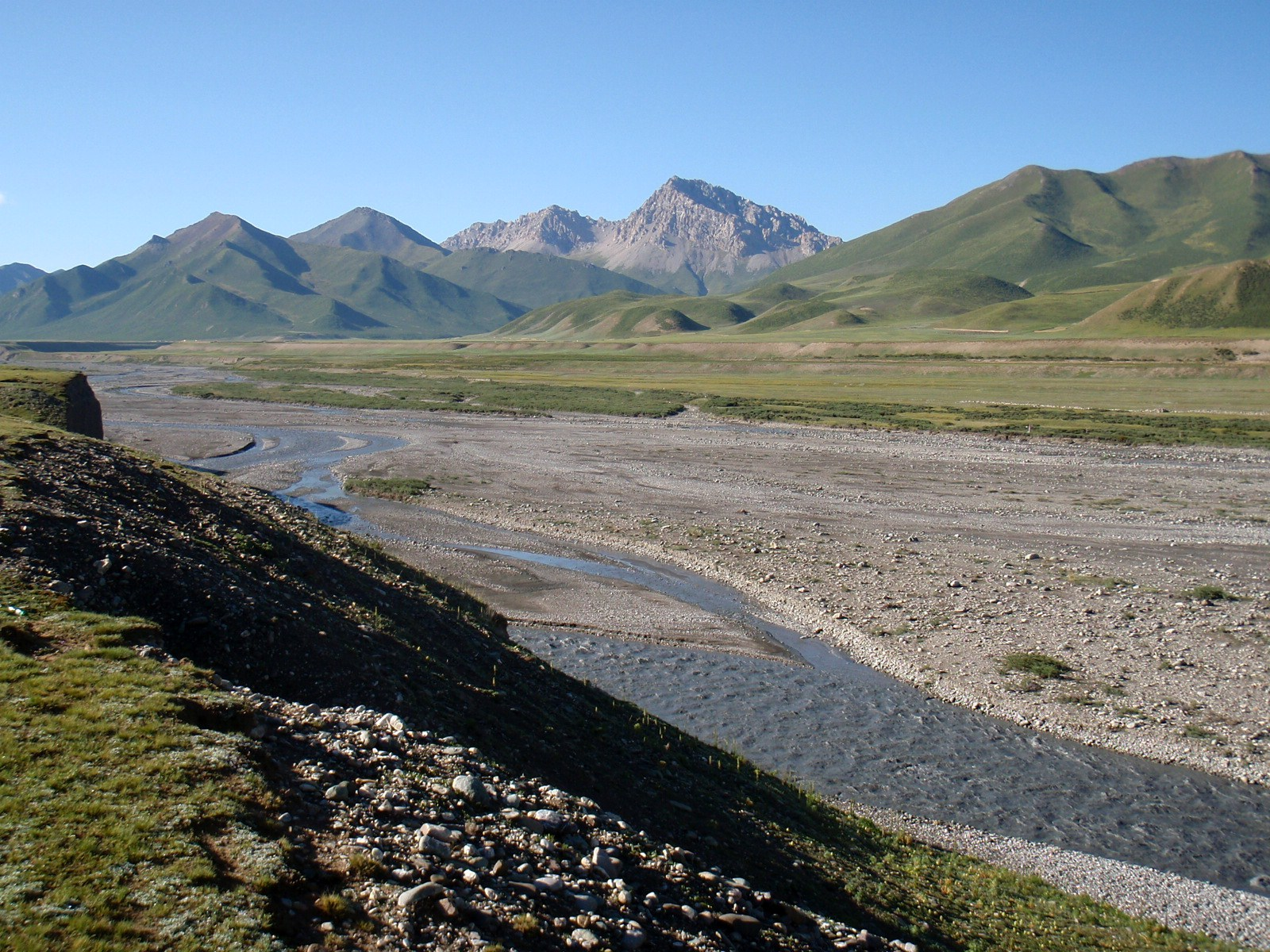
玛沁县下大武乡附近河段。

曲什安河（藏語：ཆུསྔོན）位于中华人民共和国青海省东南部的一条河流，是黄河左岸支流，“曲什安”藏语意为“青色的河流”。源流称昂秀后，发源于果洛藏族自治州玛沁县西部阿尼玛卿山西南麓的藏果尕日山地，蜿蜒向西北流，至下大武乡以北逐渐转东北流，进入海南藏族自治州兴海县境内，经兴海县温泉乡、尕曲水电站、党村水电站、莫多水电站等地，最后于曲什安镇东北汇入黄河。河长198.6千米，流域面积5787平方千米，河道平均比降10.24‰，年均径流量8.17亿立方米。曲什安河河源地区为开阔平坦的草地，上游沿岸较为开阔，中下游多在高山峡谷中穿行，河槽下切较深。曲什安河水力资源理论蕴藏量26.15万千瓦，中下游已建有3级开发水电站。